# Тюшан
Тюша́н (фр. Tuchan) — коммуна во Франции, находится в регионе Лангедок — Руссильон. Департамент коммуны — Од. Административный центр кантона Тюшан. Округ коммуны — Нарбонна.
Код INSEE коммуны — 11401.

## Население
Население коммуны на 2008 год составляло 817 человек.
| 1962 | 1968 | 1975 | 1982 | 1990 | 1999 | 2008 |
| ---- | ---- | ---- | ---- | ---- | ---- | ---- |
| 1014 | 862  | 804  | 814  | 794  | 803  | 817  |

## Экономика
В 2007 году среди 493 человек в трудоспособном возрасте (15—64 лет) 354 были экономически активными, 139 — неактивными (показатель активности — 71,8 %, в 1999 году было 67,4 %). Из 354 активных работали 314 человек (162 мужчины и 152 женщины), безработных было 40 (23 мужчины и 17 женщин). Среди 139 неактивных 34 человека были учениками или студентами, 73 — пенсионерами, 32 были неактивными по другим причинам.

## Достопримечательности
- Церковь Нотр-Дам-де-Фаст (XIV век)
- Отель (1905—1906 годы)
- Замок Агилар (XII—XV века)

## Фотогалерея

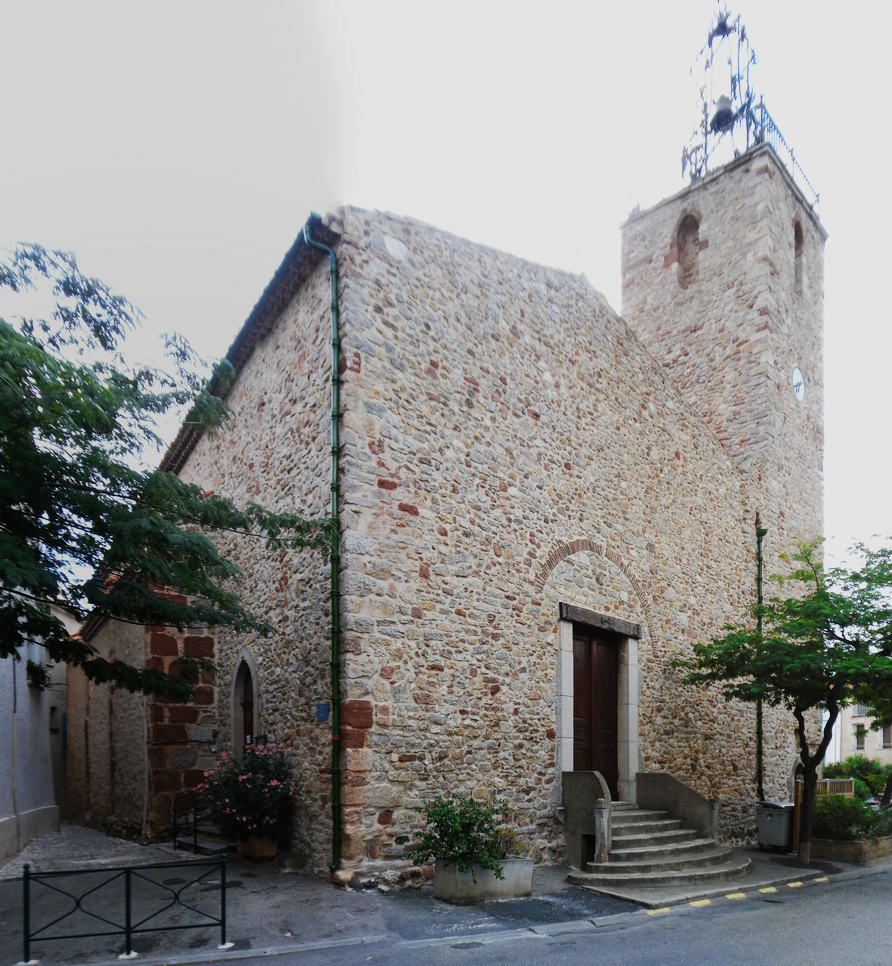
Церковь
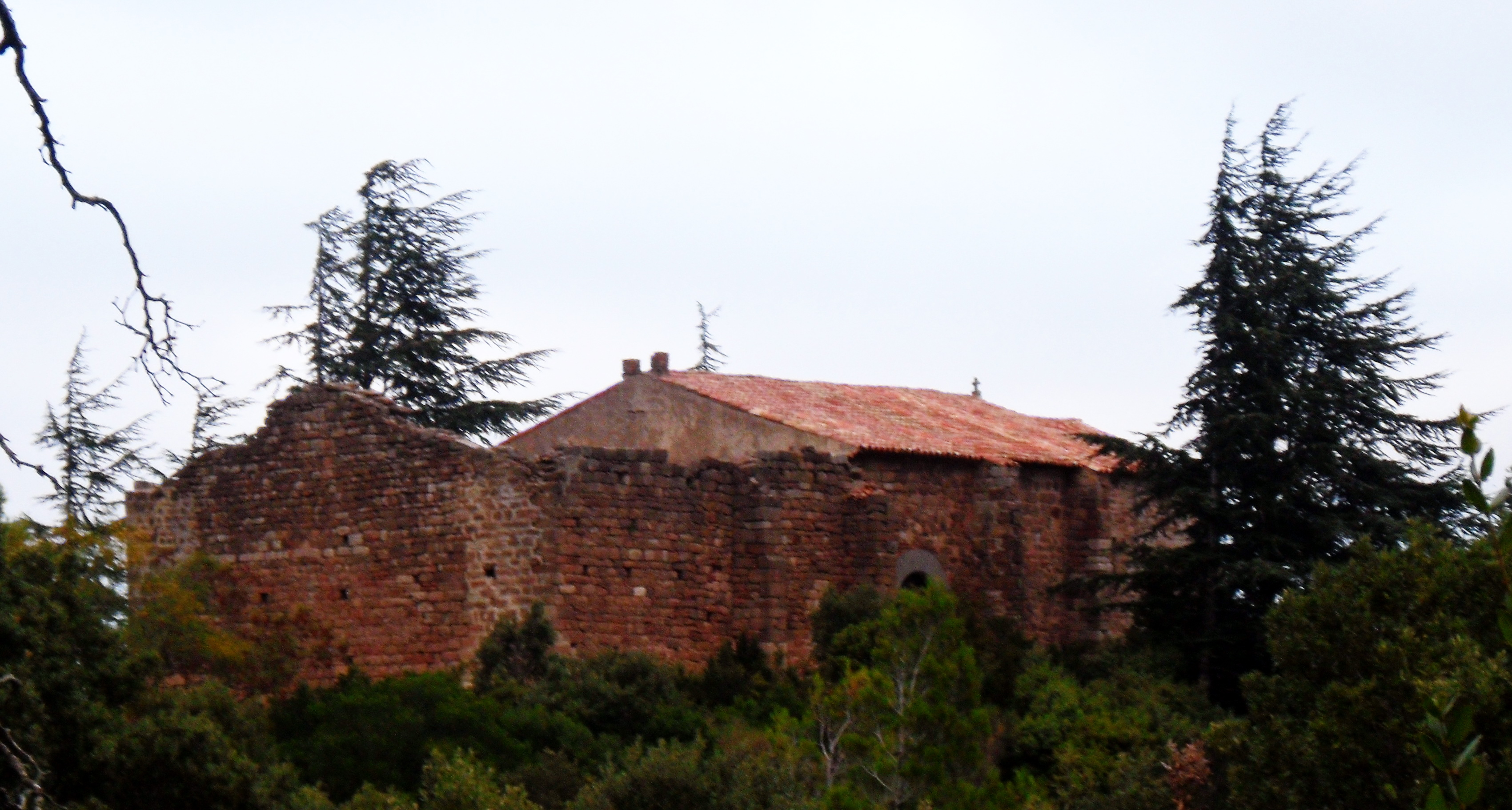
Церковь Нотр-Дам-де-Фаст
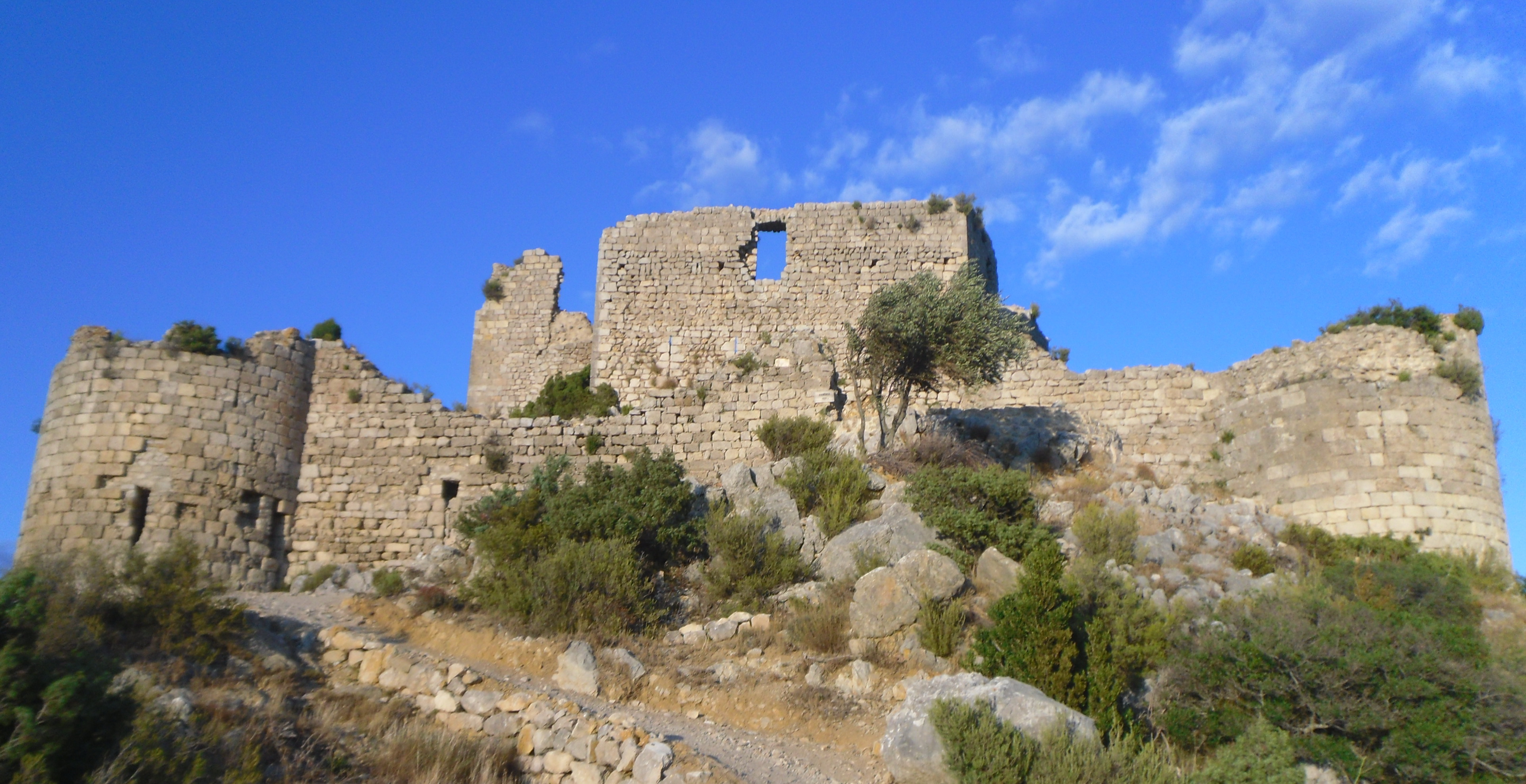
Замок